# HMS Eagle (94)
La HMS Eagle (Pennant number 94), sedicesima nave da guerra britannica a portare questo nome, è stata una portaerei della Royal Navy. Venne impostata prima della prima guerra mondiale per il Cile come nave da battaglia con il nome di Almirante Cochrane. Nel 1917 venne comprata dal Regno Unito per essere convertita in portaerei. Entrò in servizio nel 1924, a guerra ormai conclusa.
Rimase in servizio durante gli anni 30 fino allo scoppio della seconda guerra mondiale, durante la quale servì prevalentemente nel Mar Mediterraneo, dove prese parte a numerosi convogli diretti a Malta trasportando aerei necessari ad incrementare le difese dell'isola. Venne silurata dall'U-Boot U-73 l'11 agosto del 1942 mentre partecipava ad un ulteriore convoglio denominato Operazione Pedestal.

## Servizio

### La costruzione
Nel 1911 la marina cilena ordinò due super corazzate classe Almirante Latorre da 27.500 tonnellate circa, ognuna delle quali armata con dieci pezzi da 356 mm e 16 pezzi da 152 mm i cui nomi avrebbero dovuto essere Almirante Latorre e Almirante Cochrane. La Latorre venne impostata nel novembre 1911 mentre la Cochrane venne impostata nei cantieri Armstrong di Newcastle upon Tyne il 20 febbraio 1913. Allo scoppio della prima guerra mondiale la costruzione delle due navi venne sospesa; visto che la Latorre era quasi completata venne acquistata dalla Royal Navy entrando in servizio nel 1915 come Canada. La costruzione della Cochrane, che si trovava ad uno stadio di avanzamento molto più arretrato, rimase bloccata fino al 1917, quando venne deciso di completarla come portaerei per la Royal Navy. Venne quindi comprata dalla Marina britannica ad un costo di 1,3 milioni di sterline per essere convertita nella HMS Eagle, quattordicesima nave da guerra britannica a portare questo nome.
Il progetto iniziale prevedeva di trasformarla in una nave appoggio idrovolanti, ma dopo alcune prove con altre navi il progetto venne riformulato in una portaerei con ponte di volo esteso per tutta la lunghezza dello scafo e "isola" con ponte di comando. Venne varata l'8 giugno 1918 ma i ritardi nella costruzione non permisero l'entrata in servizio prima della fine del conflitto. La costruzione venne quindi rallentata da diversi scioperi e sospesa nell'ottobre 1919 quando il Cile propose di ricomprare la nave riconvertendola al progetto originale. La necessità della Royal Navy di entrare in possesso di una portaerei con le caratteristiche della Eagle portò però al rifiuto della proposta e alla ripresa dei lavori nel mese di novembre e all'inizio delle prove in mare e dei lanci nel febbraio 1920. La nave venne quindi inviata nei cantieri di Devonport per la conversione delle macchine da una alimentazione mista carbone-olio combustibile ad una esclusivamente ad olio combustibile. Venne inoltre allungata l'Isola e si procedette all'installazione di corazzature antisiluro sotto il pelo dell'acqua. La Eagle entrò finalmente in servizio il 26 febbraio 1924.

### Tra le due guerre
La Eagle fu la prima portaerei con ponte di volo esteso per tutta la lunghezza della nave della Royal Navy. Venne trasferita nel Mediterraneo dove servì con la Mediterranean Fleet dal 1924 al 1931, quando tornò in patria per essere sottoposta a un ciclo di importanti lavori di ammodernamento. Ricevette nuove caldaie, nuovi freni d'arresto per gli aerei e l'armamento antiaereo venne migliorato.
Nel 1928, mentre si trovava a Gibilterra, fu teatro di due importanti Corti marziali, quando il Capitano Kenneth Dewar e il Comandante H.M. Daniel vennero accusati di minare la disciplina in quello che poi sarà chiamato dalla stampa dell'epoca l'Ammutinamento della Royal Oak. Vennero processati separatamente nel Ponte Hangar "A" ed entrambi condannati.
In seguito ai lavori, nel 1933 venne inviata nell'Estremo Oriente, dove servì per tutto l'anno successivo attuando missioni di combattimento contro le navi pirata presenti nella zona e le loro basi. Nel 1935 tornò nel Mediterraneo, per poi tornare nel 1937 in Estremo Oriente, dove rimase fino allo scoppio della seconda guerra mondiale.

### La Seconda guerra mondiale

#### 1939-1941
Nel settembre 1939 la Eagle si trovava a Singapore con imbarcati due squadroni (l'813° e l'823°) per un totale di diciotto aerosiluranti Fairey Swordfish. La prima azione offensiva della nave fu la caccia alla corsara tedesca Graf Spee. All'inizio del 1940 si trovava ancora nell'Oceano Indiano e in marzo fu teatro di un incidente a bordo: una bomba esplose accidentalmente mentre veniva installato il detonatore, uccidendo tredici marinai. Terminate le riparazioni venne trasferita in maggio nel Mediterraneo insieme alle navi da battaglia Malaya, Ramillies, Royal Sovereign e Warspite, con base ad Alessandria d'Egitto.
Agli inizi di luglio insieme con la Mediterranean Fleet partecipò alle operazioni di protezione dei convogli diretti a Malta. Il 9 luglio partecipò all'inconcludente scontro di Punta Stilo contro la flotta italiana. Il 10 luglio seguente gli aerei della Eagle attaccarono il porto di Augusta, silurando il cacciatorpediniere Leone Pancaldo e causando la morte di sedici marinai.
Mentre la Eagle non era in navigazione, i suoi aerei operavano da terra contro Tobruk: un attacco portato il 5 luglio affondò il cacciatorpediniere Zeffiro e una nave mercantile mentre un altro attacco eseguito il 20 luglio portò all'affondamento di altri due cacciatorpediniere.
Il 22 agosto gli aerei imbarcati attaccarono affondandolo il sottomarino Iride e la nave ausiliaria Monte Gargano nel golfo di Bomba. In settembre partecipò all'Operazione Hats insieme alla Illustrious, partecipando anche ad un attacco su Maritza, nell'isola di Rodi.
Mentre partecipava alla copertura al convoglio MB-6 diretto a Malta venne danneggiata da aerei italiani, rimanendo quindi ad Alessandria per riparazioni anche l'11 novembre, quando i suoi aerei operarono dalla Illustrious durante la notte di Taranto. Il 26 i suoi aerei attaccarono Tripoli, danneggiando un mercantile in rada.
Nel marzo 1941 venne assegnata alla base di Freetown. I suoi aerei, decollati da Port Sudan, attaccarono navi italiane a Massaua mentre erano diretti verso la Sierra Leone. La Eagle giunse a destinazione nei primi giorni di maggio, operando quindi di pattuglia nell'Atlantico meridionale in cerca di navi corsare tedesche e delle loro navi ausiliarie. In ottobre tornò in patria per una serie di lavori nei cantieri Cammell Laird che durarono fino al gennaio 1942.
Tornata in servizio venne riassegnata alla Mediterranean Fleet partecipando nei mesi di febbraio, maggio e giugno ai lanci di aerei verso l'isola. Partecipò anche alla battaglia di mezzo giugno.

#### La battaglia di Malta
La Eagle ha avuto un ruolo fondamentale nella lunga battaglia per rifornire l'isola di Malta con i rifornimenti e gli aerei necessari alla difesa dell'isola. Le altre portaerei impiegate in questo ruolo cruciale furono la Ark Royal e la Wasp, prestata dalla U.S. Navy. I caccia, principalmente Hurricane Mark II, venivano lanciati dalle portaerei verso l'isola per permetterne la difesa dai continui attacchi di caccia e bombardieri della Regia Aeronautica e della Luftwaffe di stanza in Sicilia, a sole 90 miglia di distanza.
I primi due tentativi di rifornire Malta di caccia vennero portati avanti dalla Eagle il 7 ed il 31 marzo 1942, quando lanciò verso l'isola due piccoli gruppi di Supermarine Spitfire del 249º Squadrone.

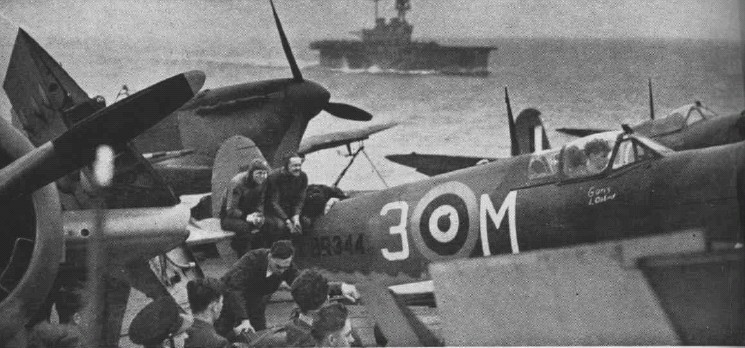
La Eagle (sullo sfondo) vista dalla Wasp in navigazione verso Malta

Il terzo lancio coinvolse la Wasp, che lasciò Port Glasgow diretta ad Algeri il 15 aprile, giungendo a distanza utile da Malta il 20 seguente. Dalla portaerei decollarono 47 Spitfire Mark V equipaggiati con serbatoi supplementari di carburante che giunsero a destinazione durante un attacco aereo nemico. Per il 23 aprile seguente tutti questi caccia erano già distrutti o inservibili a causa delli circa 300 attacchi aerei portati tra il 20 ed il 23 aprile da Ju 87, Ju 88 e Me 109 tedeschi. I campi di volo di Takali, Hal Far e Luqa vennero bombardati con circa 500 tonnellate di esplosivi ad alto potenziale solamente in questi giorni.
Il 9 maggio con il quarto lancio comprendente 64 caccia di cui 61 giunti effettivamente a destinazione ed effettuato contemporaneamente dalla Eagle e dalla Wasp, la situazione venne ristabilita. Durante questo periodo la capacità offensiva dell'isola era stata però ridotta al minimo: le navi della Forza K trasferite in medio oriente per evitare gravi perdite e la carenza di cibo rendevano necessarie nuove operazioni per evitare la caduta dell'isola.
A metà giugno quindi scattarono le operazioni Harpoon e Vigorous, che comprendevano due convogli diretti a Malta rispettivamente da Gibilterra e dalle basi inglesi nel Mediterraneo orientale. L'idea era di costringere la flotta italiana a dividere gli sforzi per bloccare i due convogli, ma la forte reazione dell'aeronautica dell'Asse, soprattutto tedesca, impedì al convoglio proveniente da est di raggiungere l'isola. Infatti a causa dei ripetuti attacchi aerei le navi di scorta terminarono le munizioni antiaeree a circa metà strada, trovandosi obbligate a tornare indietro. Le navi provenienti da Gibilterra invece, nonostante i forti attacchi aerei respinti anche grazie ai caccia della Eagle che abbatterono nove aerei nemici, proseguirono in direzione dell'isola, venendo però successivamente attaccate da navi di superficie dopo che la scorta aveva invertito la rotta. Delle sei navi del convoglio solo due, la Troilus e la Orari, raggiunsero Malta, permettendo comunque all'isola di resistere per altri due mesi. La stessa Eagle venne attaccata durante la scorta dal sommergibile italiano Giada, senza che i siluri lanciati andassero a segno.
Un'ulteriore operazione venne quindi pianificata per la metà di agosto, ricevendo il nome in codice di operazione Pedestal. La Eagle come di consueto era di scorta al convoglio proveniente dall'Atlantico insieme alla Victorious e all'Indomitable. La mattina dell'11 agosto 1942, un giorno dopo l'ingresso del convoglio nel Mediterraneo, la Eagle venne colpita da quattro siluri lanciati dall'U-73, unità al comando del Leutnant zur See Helmut Rosenbaum, circa 70 miglia a sud di Capo Salinas, in posizione 38°03′00″N 3°01′12″E. La nave affondò in soli quattro minuti; le perdite ammontarono a 160 uomini, principalmente quelli impiegati sottocoperta, e sedici Sea Hurricane mentre altri 4 aerei, al momento in volo, atterrarono sulle altre portaerei della flotta.